# Escarpe de falla

Esquema de la formación de un escarpe de falla inversa en un sedimento no consolidado como lo puede ser el suelo. Nótese el colapso inmedito del borde del bloque alzado.

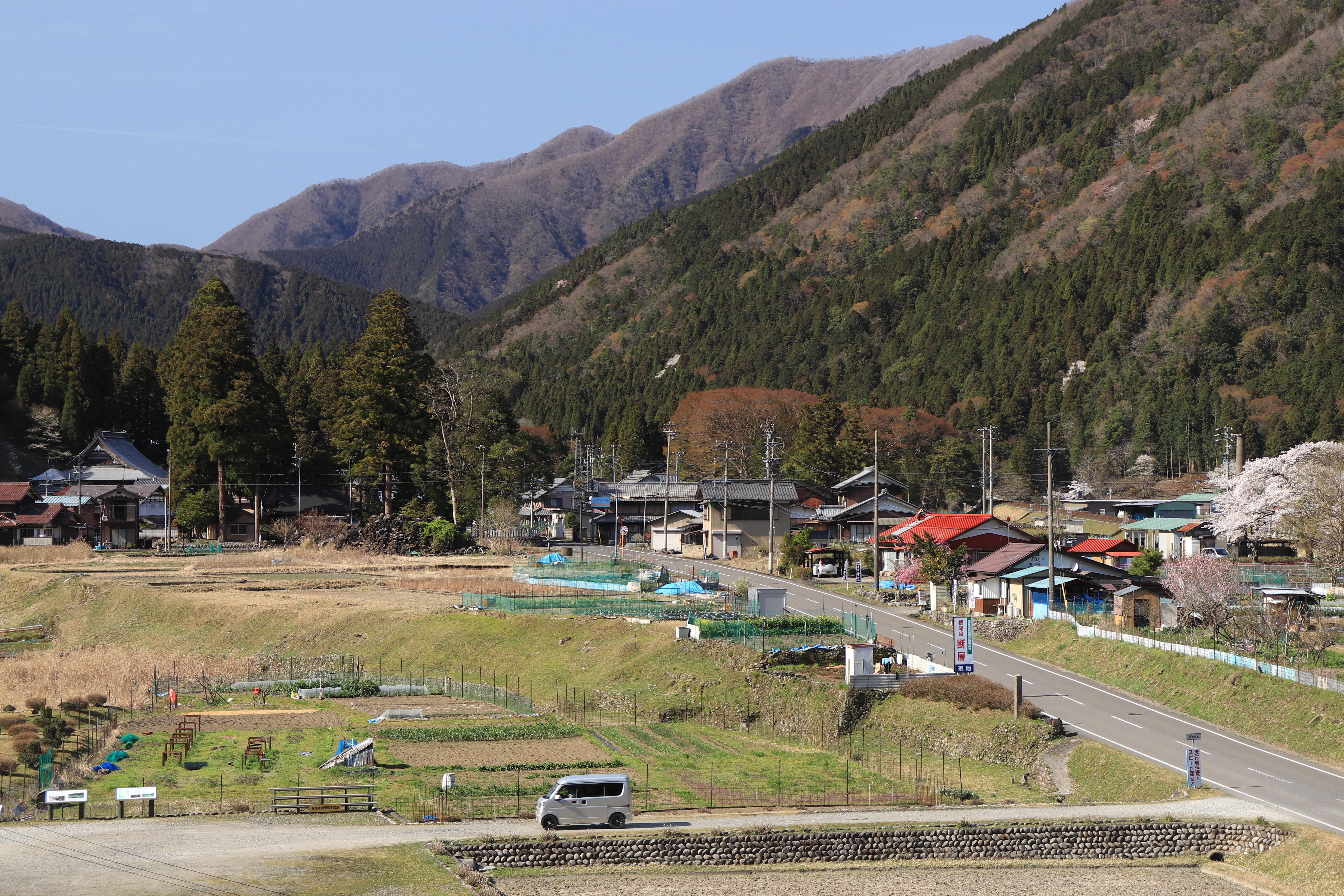
Escarpe falla en la falla de Neodani, Japón. Este escarpe se formó con el terremoto de Nōbi de 1891.

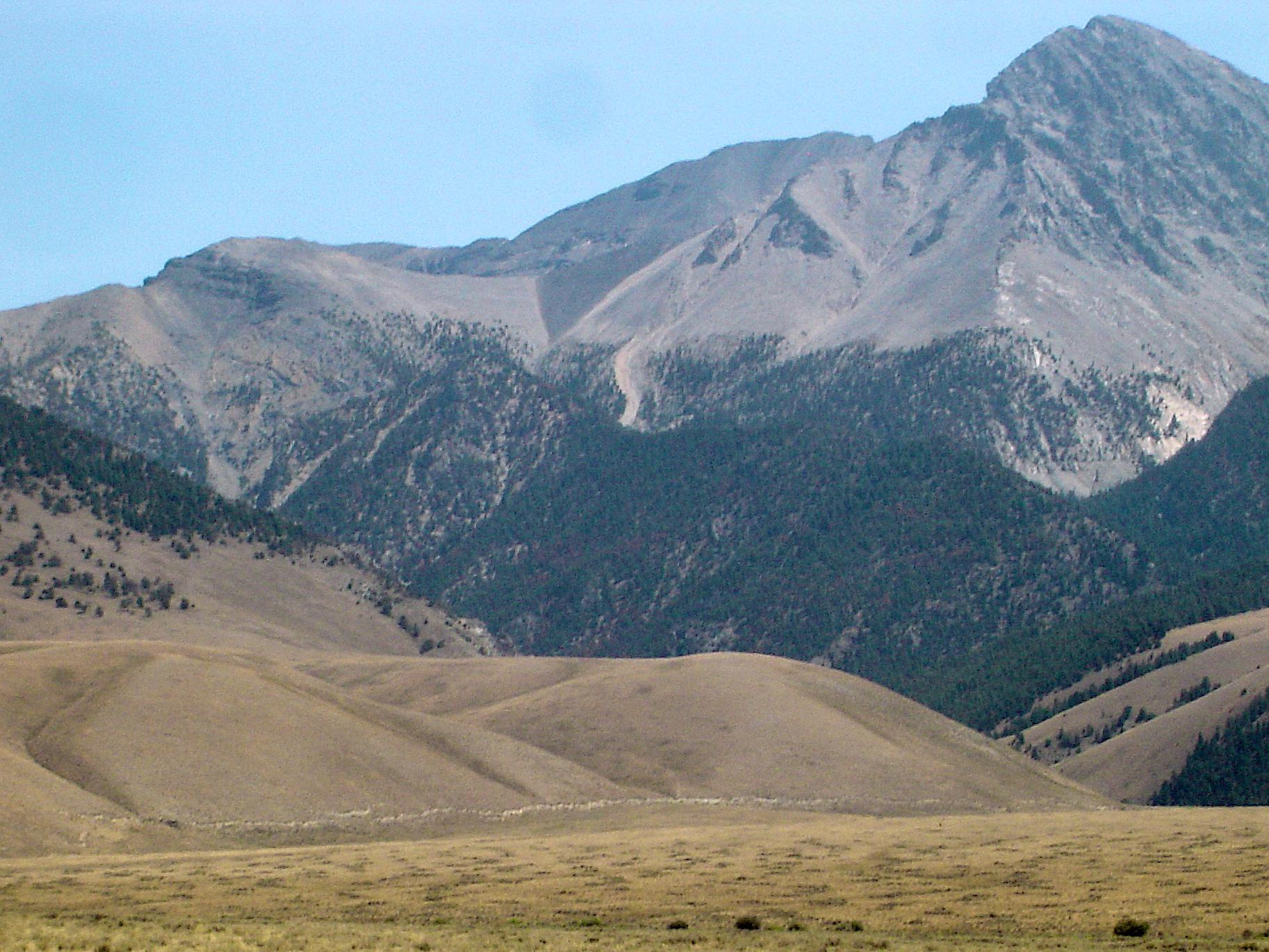
La línea clara en la parte inferior de la imagen es un escarpe de falla inversa de piemonte. Este escarpe se formó en el terremoto del Pico Borah de 1983.

Escarpes de falla rectilíneos e intactos en torno a fallas normales de alto ángulo. Los costados de los horsts en la figura componen de escarpes de falla.

Un escarpe de falla o escarpa de falla es un escalón topográfico producido por el movimiento relativo entre dos bloques de una falla. Los escarpes de falla son formados tras terremotos y constituyen evidencia directa de la deformación de la corteza terrestre que acompaña a la sismicidad. Sin embargo, no todos los grandes terremotos (Mw > 7) forman escarpes de falla.
La altura de un escarpe nuevo es igual al componente vertical del desplazamiento de falla, pero también se dan los casos en los que un escarpe de falla ha obtenido su forma actual de manera incremental por múltiples eventos sísmicos. En dichos casos se les llama escarpe de falla multievento o escarpe de falla compuesto. Se ha considerado que en escarpes de falla compuestos alzamientos relativos de 5 a 10 metros por cada evento sísmico seria una situación común.
Los escarpes de fallas inversas pueden ser bastante sinuosos con manifestaciones discontinuas si el ángulo del plano de falla es bajo. Por el contrario, fallas inversas de alto ángulo tienden a producir escarpes más simples.
La formación de algunos escarpes esta acompañada un plegamiento de la superficie.
Los escarpes de falla están relacionados con rocas muy fracturadas y brechas.
En regiones cuya geología compone principalemnte de rocas cristalinas (e.g. granito, gneiss, esquisto) puede resultar difícil distinguir un escarpe de falla de un escarpe de origen erosivo.

## Desarrollo posterior
La velocidad de degradación de un escarpe de falla es variable y depende entre otras cosas del clima y de la litología. Los escarpes de fallas reversas desarrollados en rocas de basamento tienden a mantenerse más tiempo que los escarpes de falla equivalentes formados en sedimentos no consolidadas. Para el caso de sedimentos no consolidados en clima árido un escarpe de falla puede borrarse un en tan poco tiempo como un día como así bien persistir uno o dos mil años.
En algunos escarpes no-compuestos se ha intentado relacionar el ángulo del talud con la edad del sismo que formó el escarpe, sin embargo estas aproximaciones pueden arrojar grandes errores.
Los escarpes originados a partir de un escarpe de falla pero donde la erosión ha avanzado destruyendo completamente la parte expuesta del plano de falla se conoce como escarpe de falla residual.

### Erosión de escarpes de falla compuestos
Los agentes erosivos tienden a hacer desaparecer las diferencias topográficas entre el bloque solevantado y el hundido erosionando antes el primero, al perturbarse el perfil de equilibrio local. Los cursos de agua producen una erosión de diferentes grados en el bloque solevantado, lo que en grandes escarpes compuestos genera facetas trapezoidales de falla, que al avanzar la erosión devienen en facetas triangulares de falla. Si el encauzamiento de la red fluvial (o torrencial) progresa a un ritmo menor que el levantamiento intermitente del bloque se formarán valles colgados, que configuran hendiduras en el escarpe con facetas trapezoidales o triangulares visibles en la partes altas. Si el efecto de la erosión supera al ritmo del alzamiento del bloque que se levanta, el escarpe de falla desaparecerá.
Los escarpes de falla inversa que han crecido de forma incremental suelen estar ocultos por remociones de masa.
Se considera que en un escarpe de falla compuesto los terremotos que contribuyen a su desarrollo pueden desprender y depositar coluviones en su base (cuña de coluviones), sobre el cual se luego desarrolla un suelo. Por consecuencia, la alternacia de coluviones y paleosuelos en la base un escarpe, ambos potencialmente datables, pueden revelar la historia de la falla y el escarpe.

### Sedimentación
El bloque hundido tiende a acumular agua o sedimentos. A gran escala se puede formar a partir de un escarpe de falla con un bloque grande sobre otro hundido abanicos aluviales, los cuales se conservan bien en zonas áridas. Dichos abanicos se conocen en varias de las grandes fosas tectónicas llamadas rift cuyos costados están a menudo compuestos por escarpes de falla. También se han descritos abanicos aluviales que cruzan escarpes de falla en la Precordillera Argentina y el Valle de la Muerte en California.

## Escarpes de línea de falla y escarpes de flanco de plegamiento

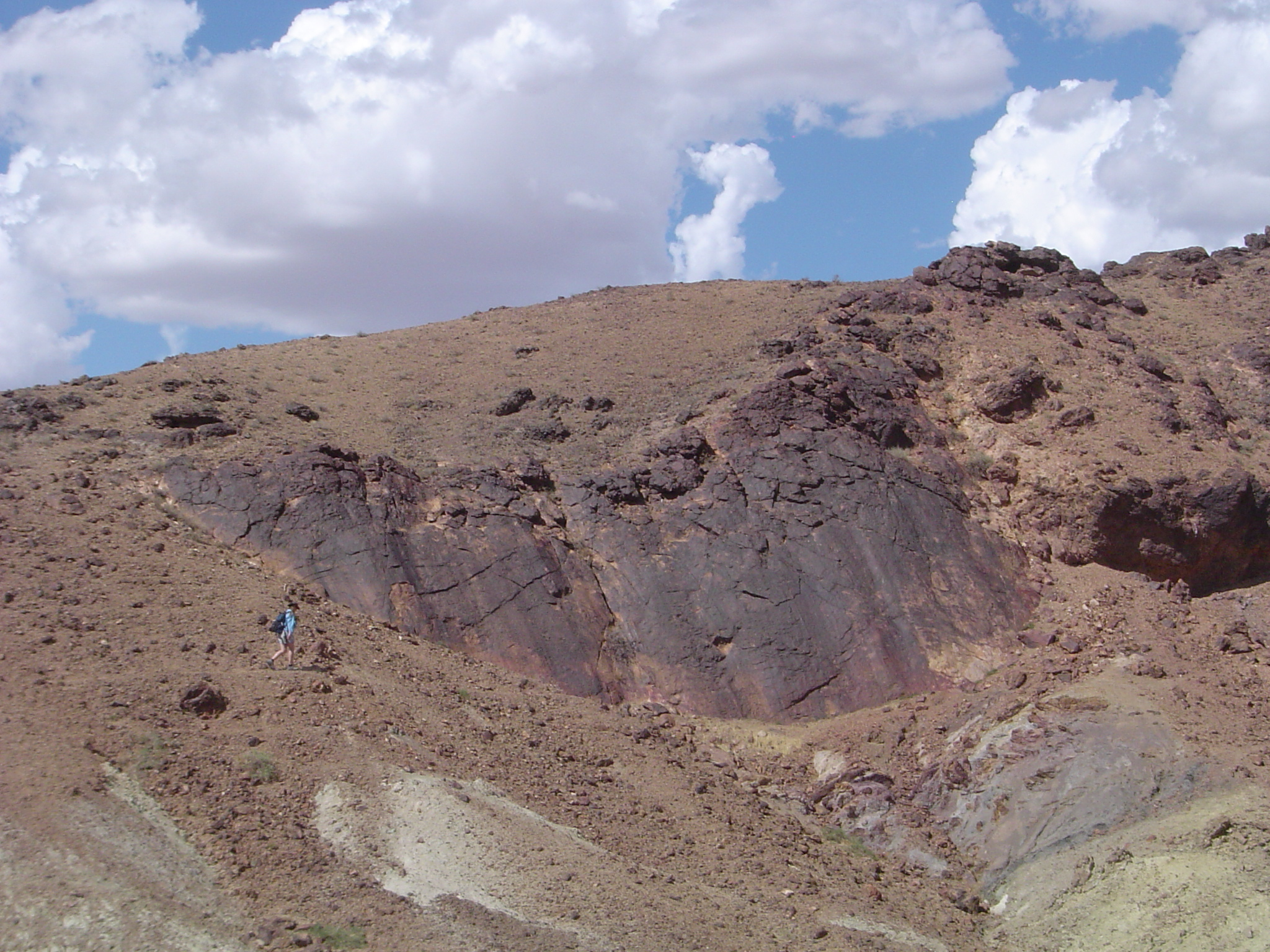
Escarpe de línea falla en el desierto de Gobi. El plano de
falla se formó en profundidad y luego ha sido exhumado.

Los escarpes de línea de falla no deben confundirse con los escarpes de falla ya que los primeros se comienzan a formar por erosión a lo largo de una falla preexistente.
Otro tipo de escarpe que se tiende a confundir con los escarpes se falla son los escarpes de flancos de plegamiento también llamados escarpes de monoclinales. Estos escarpes son el producto de la deformación de la superficie, posiblemente arriba de una falla ciega.